# Музей конопли (Барселона)
Музей конопли открылся в Барселоне 9 мая 2012 года. Музей расположен в Готическом квартале и занимает дворец Морнау, памятник архитектуры XVI века.
Занимаемая площадь музея — 900 м².
Экспонаты музея повествуют о применении каннабиса в изготовлении одежды, обуви, лекарств. На первом этаже музея можно приобрести сувенирную продукцию.